# Белфорд (Нью-Джерсі)
Белфорд (англ. Belford) — переписна місцевість (CDP) в США, в окрузі Монмаут штату Нью-Джерсі. Населення — 1648 осіб (2020).

## Географія
Белфорд розташований за координатами 40°25′41″ пн. ш. 74°4′42″ зх. д. / 40.42806° пн. ш. 74.07833° зх. д. (40.428075, -74.078221).  За даними Бюро перепису населення США в 2010 році переписна місцевість мала площу 3,40 км², з яких 3,31 км² — суходіл та 0,09 км² — водойми.

## Демографія
Згідно з переписом 2010 року, у переписній місцевості мешкало 1768 осіб у 584 домогосподарствах у складі 459 родин. Густота населення становила 520 осіб/км².  Було 616 помешкань (181/км²).
Расовий склад населення:
| - 94,2 % — білих - 2,0 % — азіатів - 1,5 % — чорних або афроамериканців |

До двох чи більше рас належало 1,7 %. Частка іспаномовних становила 8,1 % від усіх жителів.
За віковим діапазоном населення розподілялося таким чином: 26,1 % — особи молодші 18 років, 66,5 % — особи у віці 18—64 років, 7,4 % — особи у віці 65 років та старші. Медіана віку мешканця становила 38,6 року. На 100 осіб жіночої статі у переписній місцевості припадало 100,0 чоловіків;  на 100 жінок у віці від 18 років та старших — 100,3 чоловіків також старших 18 років.
Середній дохід на одне домашнє господарство  становив 149 562 долари США (медіана — 115 000), а середній дохід на одну сім'ю — 123 479 доларів (медіана — 111 184). За межею бідності перебувало 6,5 % осіб, у тому числі 6,1 % дітей у віці до 18 років та 6,6 % осіб у віці 65 років та старших.
Цивільне працевлаштоване населення становило 796 осіб. Основні галузі зайнятості: фінанси, страхування та нерухомість — 19,6 %, освіта, охорона здоров'я та соціальна допомога — 19,3 %, будівництво — 11,1 %, науковці, спеціалісти, менеджери — 8,5 %.